# Liste des textes régissant les élections municipales en France
Cet article liste les textes régissant les élections municipales en France depuis 1884.
Les fac-similés du Journal officiel de la République française (JORF) peuvent être téléchargés sur https://www.legifrance.gouv.fr/jorf/jo.

## Loi du 5 avril 1884sur l’organisation municipale
JORF du 6 avril 1884. Loi fondatrice du fonctionnement démocratique moderne des communes. Election à deux tours au scrutin de liste, mais décompte des voix par candidat. Permet le vote par sections, ce qui est systématiquement le cas à Lyon, chaque arrondissement formant une section de vote.

## Loi du 18 octobre 1919 fixant l’ordre et les dates des élections au Sénat, à la Chambre des députés, aux conseils généraux et d’arrondissement et aux conseils municipaux.
JORF du 19 octobre 1919. L’article 2 indique que « Le renouvellement intégral des conseils municipaux est fixé au dimanche 30 novembre 1919. » et que « Les pouvoirs des membres de ces assemblées prendront fin le premier dimanche du mois de mai 1925 ».

## Loi du 10 avril 1929 portant à six ans: 1° la durée du mandat municipal; 2° la durée du mandat des conseillers généraux de la Seine et des conseillers municipaux de Paris.
JORF du 12 avril 1929.

## Loi du 8 avril 1935 relative au nombre des conseillers municipaux à élire au renouvellement général de 1935.
JORF du 9 avril 1935. Par dérogation à l'article 10 de la loi du 5 avril 1884, les communes dont la population au recensement de 1931 est inférieure à celle du recensement de 1931 conservent le même nombre de conseillers.

## Décret 45-498 du 27 mars 1945 portant fixation de la date de convocations des collèges électoraux municipaux.
JORF du 28 mars 1945

## Loi n° 47-1732 du 5 septembre 1947 fixant le régime général des élections municipales.
JORF du 6 septembre 1947. Dans les communes de 9 000 habitants et plus, les conseillers municipaux sont élus au scrutin de liste à un tour avec dépôt de liste complète, représentation proportionnelle, signes préférentiels panachage et vote préférentiel. Cette loi est complétée par trois décrets :
- décret 47-1833 du 17 septembre 1947 fixant la date de renouvellement intégral des conseils municipaux aux 18 et 26 octobre 1947  (JORF du 18 septembre 1947)
- décret 47-1836 du 18 septembre 1947 fixant le régime général des élections municipales (JORF du 19 septembre 1947)
- décret 47-1837 du 18 septembre 1947 fixant le régime général des élections au conseil municipal de Paris et	au conseil général de la Seine (JORF du 19 septembre 1947)

## Loi n° 49-844 du 29 juin 1949 abrogeant l’article 8 de la loi n° 47-1732 du 5 septembre 1947 fixant le régime général des élections municipales.
JORF du 30 juin 1949. Supprime le minimum de 5 % des voix pour participer à la répartition des sièges.

## Loi n° 53-213 du 28 mars 1353 modifiant l’article 41 de la loi du 5 avril 1884 sur l’organisation municipale et l’article 13 de la loi n° 47-1783 du 5 septembre 1847 fixant le régime électoral pour les élections au conseil municipal de Paris et au conseil général de la Seine
JORF du 29 mars 1953. Fixe la date des élections au 26 avril 1953 et 2e tour le 3 mai 1953 si nécessaire.

## Ordonnance 59-320 du 4 février 1959 relative à l'élection des conseils municipaux
JORF du 7 février 1959. Les membres des conseils municipaux des communes de moins 120 000 habitants sont élus au scrutin majoritaire, mais les membres des conseils municipaux des communes de 120 000 habitants et plus sont élus au scrutin de liste. Vote par liste complète, sans modification. L'ensemble de la commune forme une circonscription unique. Complétée par le décret 58-242 du 4 février 1959 fixant les dates du renouvellement des conseils municipaux au 8 mars 1959 et 15 mars si un 2e tour est nécessaire.

## Loi n° 64-620 du 27 juin 1964 relative à l’élection des conseillers municipaux des communes de plus de 30.000 habitants
JORF du 28 juin 1964. Retour du scrutin majoritaire à deux tours. Le décompte des voix se fait par liste et non par candidat. La liste majoritaire emporte donc tous les sièges à pourvoir. Les membres des conseils municipaux de Paris, de Lyon et de Marseille sont élus par secteur. Pour Lyon, les secteurs correspondent à nouveau aux arrondissements.

## Loi n° 76-665 du 19 juillet 1976 modifiant certaines dispositions du code électoral et du code de l'administration communale
JORF du 20 juillet 1976. Etablit le vote par groupes de cantons pour Toulouse et Nice.

## Loi n°82-974 du 19 novembre 1982 modifiant le code électoral et le code des communes relative à l'élection des conseillers municipaux […]
JORF du 20 novembre 1982. Reprise dans l’article L262 du code électoral. C’est la règle générale qui s’applique aux élections municipales françaises depuis 1983, à l’exception de Paris, Lyon et Marseille. Les membres des conseils municipaux des communes de moins de 3 500 habitants sont élus au scrutin majoritaire à deux tours. Pour les communes plus peuplées, l’élection se fait au scrutin de liste à deux tours. La liste majoritaire emporte la moitié des sièges, appelée couramment la « prime majoritaire ». L’autre moitié est répartie proportionnellement entre toutes les listes, y compris la liste majoritaire.

## Loi n° 82-1170 du 31 décembre 1982 portant modification de certaines dispositions du code électoral relatives à l’élection des membres du conseil de Paris et des conseils municipaux de Lyon et de Marseille
JORF du 1er janvier 1983. Reprise partiellement dans les articles L271 et L272 du code électoral. Création des conseils d’arrondissement, qui ont chacun leur maire et leurs adjoints. A Paris et à Lyon, chaque arrondissement dispose d’un conseil, tandis qu’à Marseille, les 16 arrondissements sont regroupés en 6 secteurs. L’élection se fait par secteur , au scrutin de liste à deux tours. La liste majoritaire emporte la moitié des sièges, appelée couramment la « prime majoritaire ». L’autre moitié est répartie proportionnellement entre toutes les liste, y compris la liste majoritaire. Le nombre de candidats élu dans chaque secteur correspond au nombre de sièges à pourvoir au conseil d’arrondissement. Les candidats figurant dans le premier tiers de la liste siègent également au conseil municipal.